# Barca de panescalm

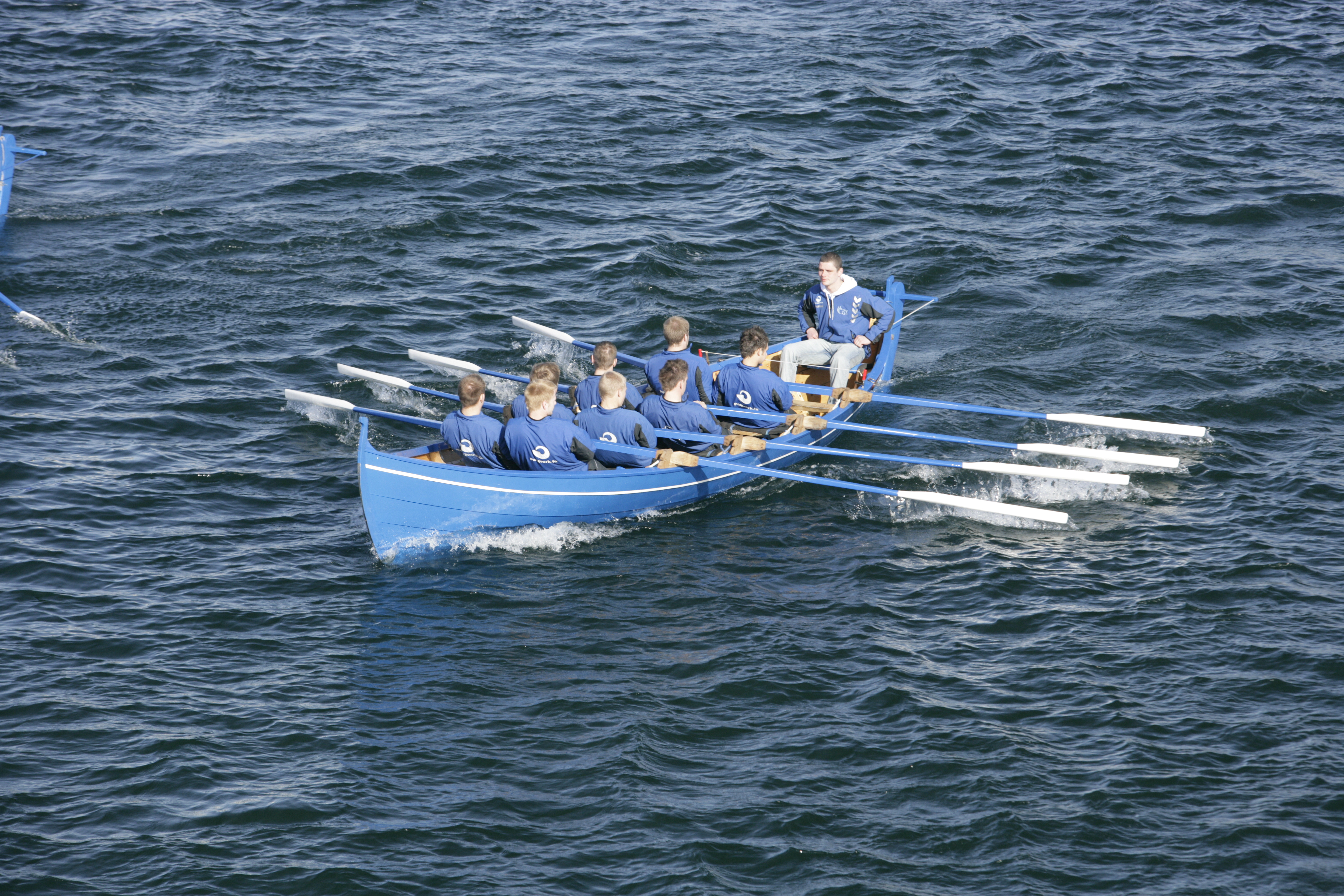
Knørrur, una de les barques de rem del club Róðrarfelagið Knørrur (Illes Feroe). Una barca de panescalm devia tenir un aspecte semblant.

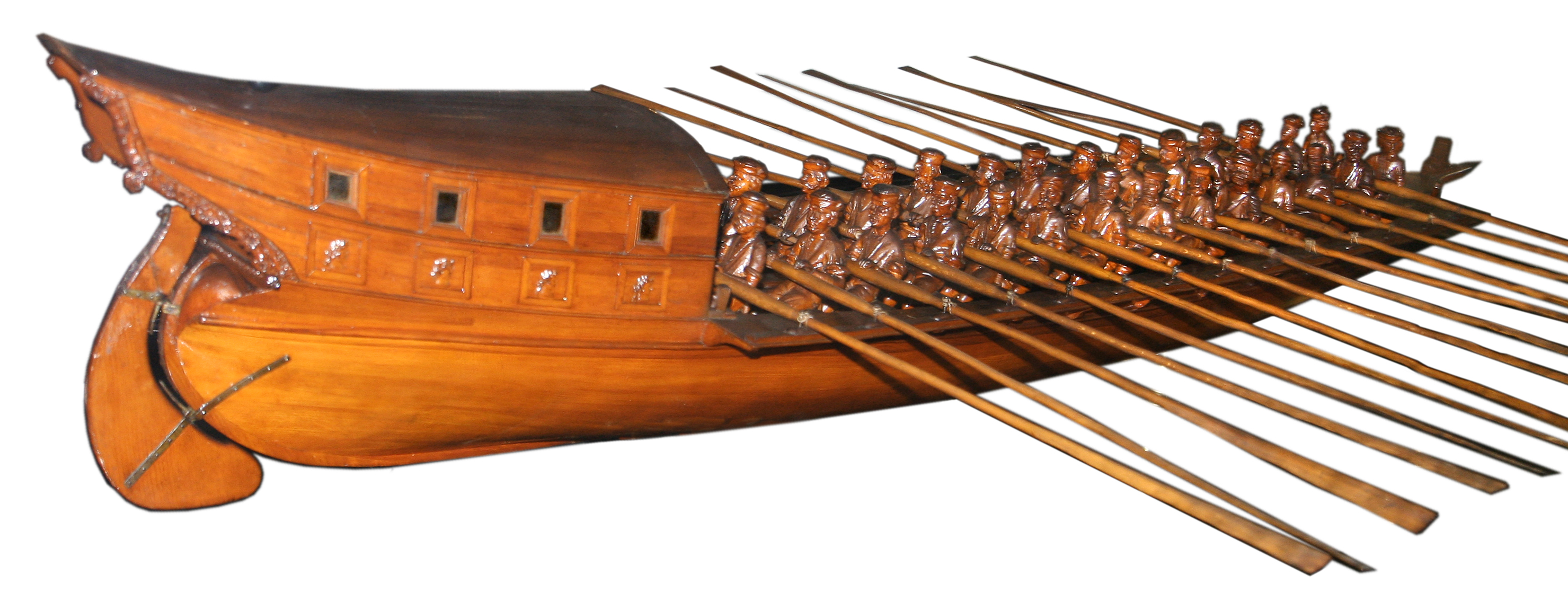
Reproducció en fusta, d'una falua veneciana. Sense el cobert de popa seria molt semblant a una barca de panescalm.

Una barca de panescalm era una barca allargada i esvelta que es propulsava amb un nombre important de remers. S'acostuma a definir com una barca ràpida, de molts rems, al servei d'un vaixell més gran i usada per a transportar persones o càrrega entre el vaixell i la costa, o entre vaixells.
En diccionaris moderns pot consultar-se per “panescalm”, en la forma simplificada. En documents antics l'expressió sempre és composta: “barca de panescalm”.
Pel que fa als serveis d'aqueixes barques se’n poden comentar tres de diferents:
- al servi d'un vaixell més gran
- al servei d'una base terrestre (normalment una ciutat)
- barques armades per a defensa i atac

## Com a barques auxiliars d'un vaixell
Les galeres clàssiques disposaven normalment d'una barca de panescalm i d'un esquif. Hi ha nombrosos documents que en donen testimoni. Per les seves dimensions la barca de panescalm anava a remolc del vaixell principal quan aquest navegava normalment. En circumstàncies extraordinàries podia ajudar i remolcar el vaixell principal.
També les naus d'una certa importància necessitaven barques de panescalm.

La importància de la barca de panescalm en una galera es reflectia en les penes als mariners que anaven a terra sense permís en una o altra classe de barca.

## Barques al servei d'una ciutat
Un antecedent clàssic fou el dels trirrems sagrats d'Atenes: Pàralos i “Salaminia”. Aquelles dues naus, rapidíssimes i servides per ciutadans lliures i escollits feren de correu en ocasions històriques.
En època medieval i moderna moltes ciutats marítimes disposaven de barques de panescalm oficials per a mantenir un contacte amb vaixells propers, dins i fora del port.
- La ciutat de Sevilla, en època dels Reis Catòlics, tenia un pont de tretze barques. Per al manteniment del pont de barques disposava d'una barca de panescalm. Curiosament, el document que es conserva indica la llargària d'aquella barca en gúes (i no pas en la mesura oficial de “codos de ribera”).[9]

## Barques de panescalm armades
Un antecedent d'aquest servei seria el de la marina romana d'Orientque disposava de les barques anomenades “quelandion” (“quelandia” en plural; sovint escrit “chelandion”,“chelandia”), una mena de barques protegides o “blindades”.
La ciutat de Palma va fer construir l'any 1420 dues barques de panescalm d'aquesta mena (parcialment blindades), segons es pot consultar en el treball “ Les barques de panescalm i la seva terminologia segons uns comptes de fabricació (Mallorca, 1420)” d'ANTONI I. ALOMAR.

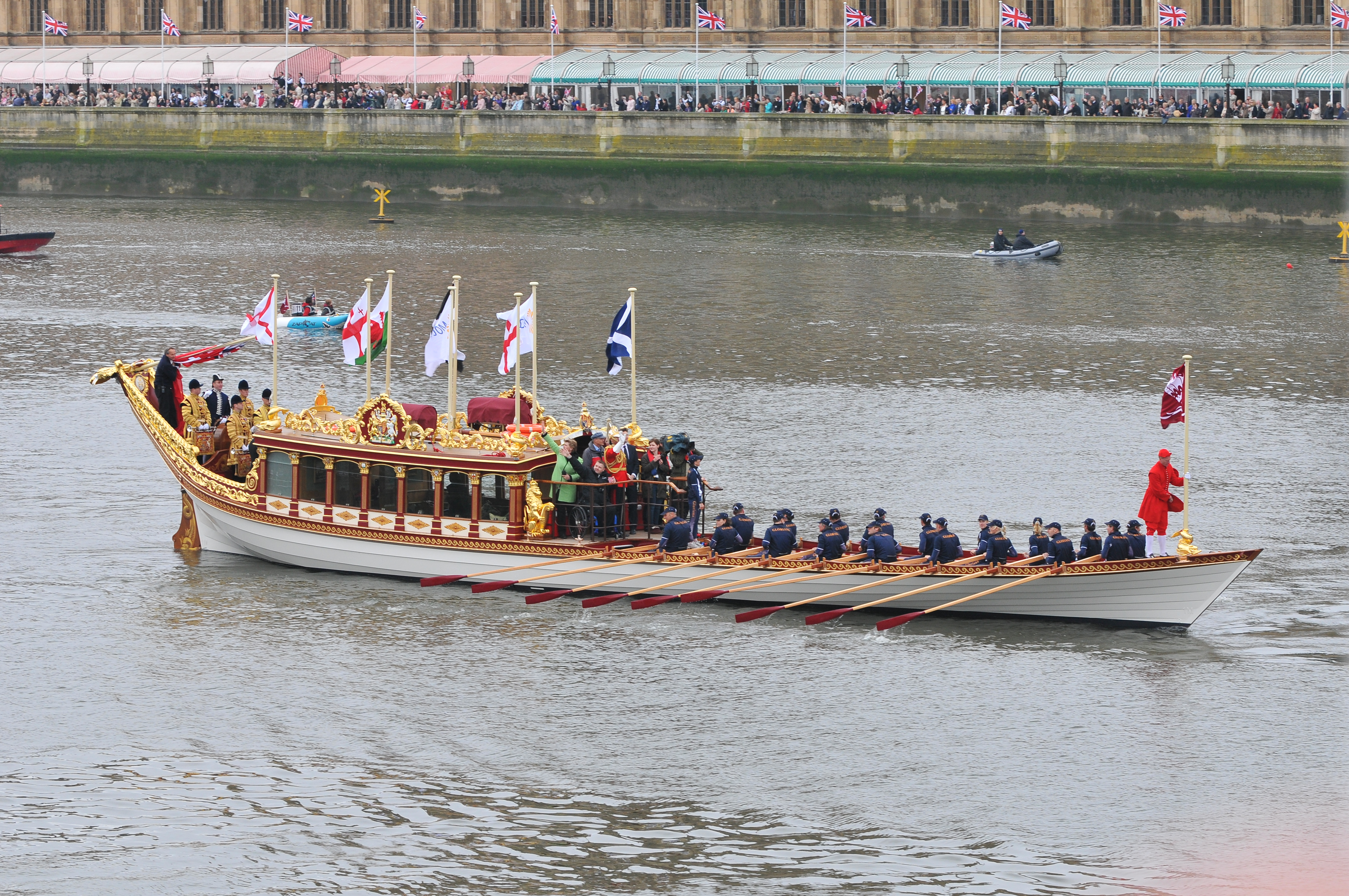
La falúa reial Gloriana en el Thames Diamond Jubilee Pageant, 2012

## Com a barques de cerimònia
L'embarcament i desembarcament de persones importants en públic, amb motiu d'actes especials, comportava sovint l'ùs de barques de panescalm engalanades (amb un envelat o pali, que cobria les personalitats) i d'uniformes luxosos per als remers.
En certs casos i contrades aquest ús transitori fou transformat en permanent donant lloc a les “barques reials” ("royal barges", "falúas reales")o els “Bucentauri” venecians.

## Les falúes
A partir del segle xvi hi comença a haver documentació, principalment en castellà, de les “falúas” (“falúa” en singular), barques de rems auxiliars d'una certa importància (per dimensions i nombre de rems) destinades al servei del capità d'un vaixell o l'almirall d'una armada. Aquelles falúes antigues (de les que hi ha barques equivalents modernes a motor) no eren altra cosa que barques de panescalm.

## Variants documentades
La denominació normativa actual de “barca de panescalm” no permet una cerca exhaustiva dels documents que en fan referència. Algunes variants de l'expressió són les següents:
- panescal
- panescam
- penescal
- penescalm
- panescam
- panascalm
- perescalm

L'erudit L.Faraudo de Saint-Germain va recollir diverses cites amb diferents variants.

## Com a barques de transport
En cas necessari les barques de panescalm podien fer el servei de simples barques de transport, entre dos punts de la costa. Per exemple, a Mallorca l'any 1313 (tres barches de perescalm) serviren per a portar pedra per a les obres del rei.

## El misteri de l'argue
Hi ha un document de 1268, un contracte per a construir dues naus entre la República de Gènova i representants del rei Lluís IX de França que parla d'un argue com a equipament (entre altres) de la barca de panescalm. No és clar si l'argue anava muntat a la barca o a la nau principal. Si que queda clar el nombre de rems, 32. Una part del document és la següent: “… barcha una de parescalmo  dicte navis, cum remis triginta duabus,  arganello  uno …”